# Saltos ornamentais nos Jogos Olímpicos de Verão de 2020 - Trampolim 3 m sincronizado feminino
A competição do trampolim de 3 m sincronizado feminino dos saltos ornamentais nos Jogos Olímpicos de Verão de 2020 foi realizada em 25 de julho de 2021, no Centro Aquático de Tóquio, em Tóquio. Um total de 16 saltadoras de 8 Comitês Olímpicos Nacionais (CON) participaram do evento.

## Qualificação
As três melhores duplas do Campeonato Mundial de Esportes Aquáticos de 2019 ganharam uma vaga para seu respectivo CON. O Japão, como país anfitrião, também teve garantida uma vaga. As quatro vagas restantes foram para as melhores colocadas da Copa do Mundo de Saltos Ornamentais de 2020.
Cada saltadora deveria ter pelo menos 14 anos até o final de 2020 para poder competir.

## Formato
A competição foi realizada em uma fase única, sendo que cada dupla realizou cinco saltos, sendo que cada um deveria ser de um dos cinco grupos (para frente, de costas, revirado, ponta pé a lua e parafuso). Os primeiros dois saltos tiveram um grau de dificuldade fixo de 2.0, independentemente do tipo realizado.

## Calendário
Horário local (UTC+9)
| Dia                 | Horário | Fase  |
| ------------------- | ------- | ----- |
| 25 de julho de 2021 | 15:00   | Final |

## Medalhistas
| Ouro   | CHN Shi Tingmao e Wang Han                   |
| Prata  | CAN Jennifer Abel e Mélissa Citrini-Beaulieu |
| Bronze | GER Lena Hentschel e Tina Punzel             |

## Resultados
Um total de oito duplas de saltadoras competiram, com as três melhores colocadas na final garantindo as medalhas.
| Pos. | Saltadores                             | CON                | Final   | Final   | Final   | Final   | Final   | Final  | Final |
| Pos. | Saltadores                             | CON                | Salto 1 | Salto 2 | Salto 3 | Salto 4 | Salto 5 | Pontos |       |
| ---- | -------------------------------------- | ------------------ | ------- | ------- | ------- | ------- | ------- | ------ | ----- |
| 01 ! | Shi Tingmao Wang Han                   | CHN China          | 49.80   | 49.80   | 75.60   | 74.70   | 76.50   | 326.40 |       |
| 02 ! | Jennifer Abel Mélissa Citrini-Beaulieu | CAN Canadá         | 47.40   | 45.00   | 67.50   | 70.68   | 70.20   | 300.78 |       |
| 03 ! | Lena Hentschel Tina Punzel             | GER Alemanha       | 48.60   | 46.20   | 63.00   | 63.00   | 64.17   | 284.97 |       |
| 4    | Dolores Hernández Carolina Mendoza     | MEX México         | 44.40   | 46.20   | 61.20   | 57.60   | 65.70   | 275.10 |       |
| 5    | Haruka Enomoto Hazuki Miyamoto         | JPN Japão          | 45.60   | 45.60   | 63.00   | 58.50   | 56.70   | 269.40 |       |
| 6    | Katherine Torrance Grace Reid          | GBR Grã-Bretanha   | 46.80   | 50.40   | 61.20   | 50.40   | 60.30   | 269.10 |       |
| 7    | Elena Bertocchi Chiara Pellacani       | ITA Itália         | 49.20   | 48.00   | 63.00   | 61.38   | 45.90   | 267.48 |       |
| 8    | Alison Gibson Krysta Palmer            | USA Estados Unidos | 49.20   | 50.40   | 54.90   | 43.71   | 65.28   | 263.49 |       |